# Winton M. Blount

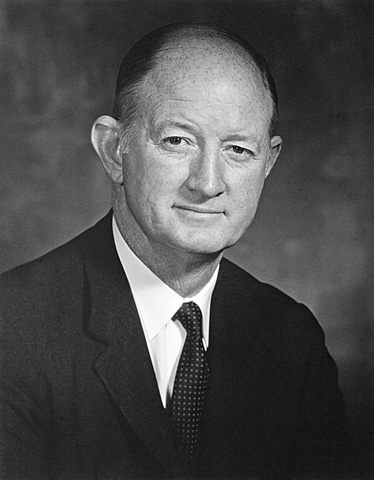
Winton M. Blount (um 1969)

Winton Malcolm „Red“ Blount, Jr. (* 1. Februar 1921 in Union Springs, Alabama; † 24. Oktober 2002 in Highlands, North Carolina) war zwischen 1969 und 1972 United States Postmaster General. Er wurde auch als Gründer und Chief Executive Officer des internationalen Bauriesen Blount International bekannt. In seine Amtszeit fiel der Übergang der US-Post von einem Ministerium zu einer Behörde.

## Leben
Winton M. Blount wurde am 1. Februar 1921 in Union Springs, Alabama geboren. Während des Zweiten Weltkriegs nahm er an einer Ausbildung zum B-29-Pilot in der United States Army Air Forces teil. Allerdings endete der Krieg, bevor seine Ausbildung zu Ende war.
Winton und sein Bruder Houston eröffneten 1946 ein Bauunternehmen mit dem Namen Blount Brothers Corp. Houston schied 1948 aus dem Unternehmen aus. Winton arbeitete bis zu seiner Übernahme eines Regierungsamtes 1969 als President und Chairman weiter in dem Unternehmen, das unter anderem Bauprojekte wie das First Avenue Viaduct in Birmingham, Alabama, den Louisiana Superdome in New Orleans und den Startkomplex 39A in Cape Canaveral, die Startrampe von Apollo 11, durchführte.
Er wurde 1952 zum Alabama Chairman von Citizens for Eisenhower ernannt. Anschließend war er 1960 Southeastern Campaign Chairman von Richard Nixons erfolgloser Präsidentschaftskampagne gegen John F. Kennedy. Danach wurde er zum Präsidenten von Alabamas Handelskammer (engl. Chamber of Commerce) und 1968 von der US-Handelskammer gewählt.
1964 wurde er von Präsident Lyndon B. Johnson in das National Citizens Committee for Community Relations berufen, um das Weiße Haus bei der Durchsetzung des neuen Civil Rights Act of 1964 zu beraten, obwohl er selbst Zweifel an dem neuen Gesetz hatte.
Er wurde 1969 zum US-Postmaster General in der Nixon Administration ernannt und leitete 1971 in seiner neuen Stellung den Übergang des U.S. Post Office Department aus der Kabinettsebene der Regierung zu einer eigenständigen Behörde. Blount war der letzte Postmaster General mit Kabinettsrang und der erste Leiter des U.S. Postal Service.
1972 kandidierte er als Republikaner für seinen Heimatstaat Alabama erfolglos gegen John Sparkman um einen Sitz im US-Senat.
Vom Mai 1972 bis November 1972 unterstützte George W. Bush nach Ableistung seines Militärdienstes bei der Texas Air National Guard Blounts Senatskampagne als politischer Direktor.
Blount kehrte 1973 zu der Blount International Inc. zurück, deren President er 1974 wieder wurde. Zwischen 1981 und 1984 baute Blount Inc. die König-Saud-Universität in Riad, Saudi-Arabien.
1980 war er nationaler Vorsitzender von John Connallys erfolgloser Vorwahlkampagne, bei der Ronald Reagan schließlich die Nominierung gewann.
1996 veröffentlichte die Greenwich Publishing Group seine Autobiografie mit dem Namen Doing It My Way, die er mit Richard Blodgett verfasste. 1999 verkaufte er dann Blount International an Lehman Brothers für 1,35 Milliarden Dollar.
Blount verstarb am 24. Oktober 2002 in Highlands (North Carolina) im Alter von 81 Jahren.

## Gemeinnütziges Wirken

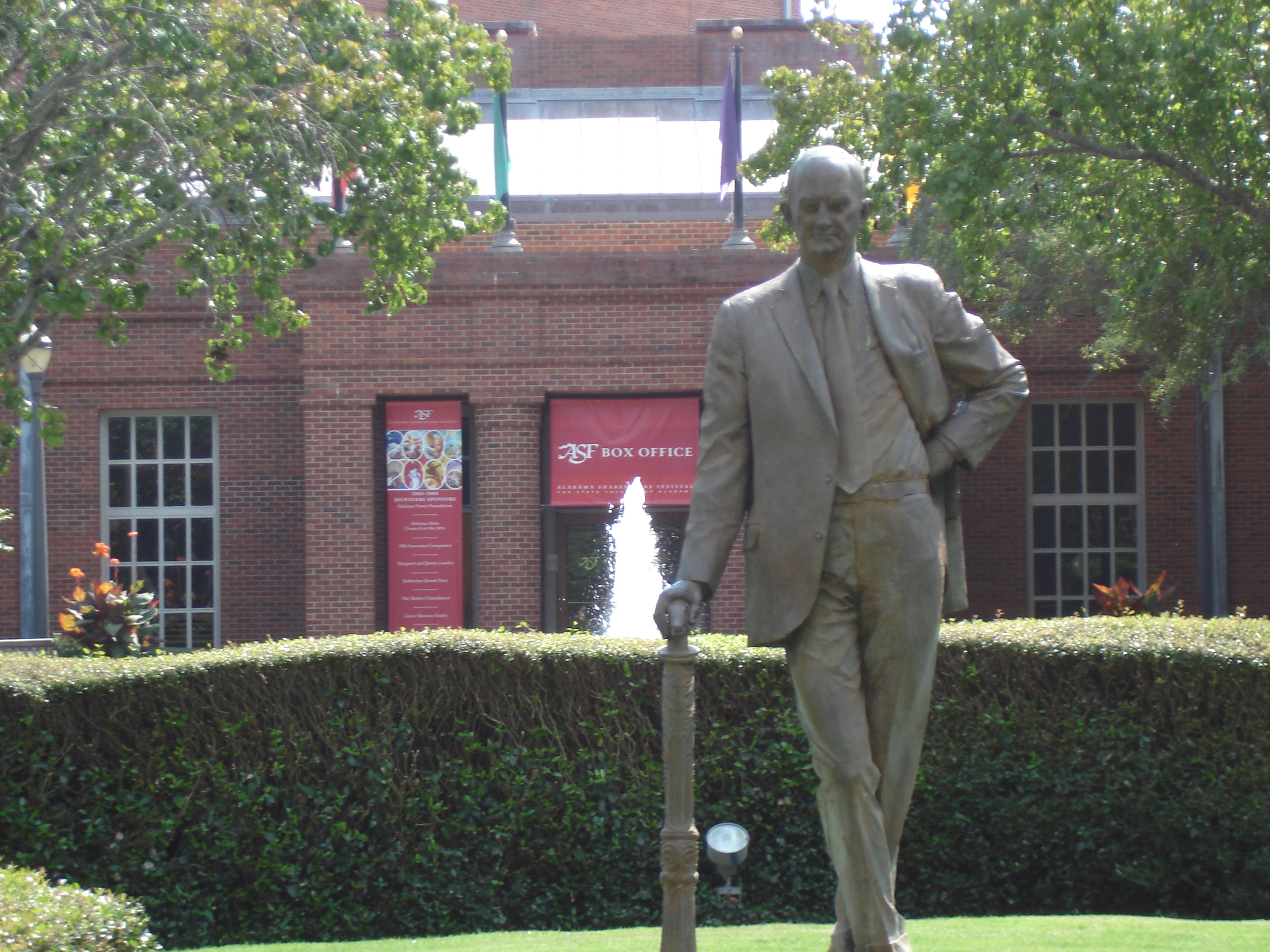
Winton M. Blount, Statue im Blount Cultural Park in Montgomery (Alabama)

Blount und seine Ehefrau Carolyn traten durch gemeinnützige Aktivitäten und als Kunstförderer hervor. Sie gründeten gemeinsam den Blount Cultural Park in Montgomery, Alabama. Dort ist das Montgomery Museum of Fine Arts beheimatet, außerdem ist der Park Austragungsort des Alabama Shakespeare Festival.
Auch eine Grundschule, die Teil des Montgomery County School Systems ist, wurde 2003 fertiggestellt und Wynton M. Blount Elementary School benannt. Die Blount Elementary ist an der rasch wachsenden Ostseite der Stadt angesiedelt und war 2007 eine der größten Grundschulen in der Region.
Die Blount Undergraduate Initiative, ein Förderprogramm für als Blount Scholars bezeichnete Collegestudenten mit guten akademischen Leistungen, wurde an der University of Alabama ins Leben gerufen. Die Blount Scholars wohnen im Blount Living Learning Center auf dem Campus.
Das Winton M. Blount Center für Postal Studies und das Winton M. Blount Research Chair, beide am Smithsonian National Postal Museum, werden über eine Stiftung aus dem Nachlass der Blounts finanziert.

## Schriften
- Doing It My Way. Greenwich Publishing Group, 1996. ISBN 0-944641-19-9